# Chronicles of the Avatar
Chronicles of the Avatar (Biên niên sử Avatar) là một loạt tiểu thuyết chính thức lấy bối cảnh trong thế giới Avatar: The Last Airbender do Michael Dante DiMartino và Bryan Konietzko sáng tạo. Dòng sách được phát hành bởi Amulet Books, một nhánh của Abrams Books, và được viết chủ yếu bởi tác giả F.C. Yee, với sự cố vấn từ DiMartino. Các tiểu thuyết kể về cuộc đời của những Avatar tiền nhiệm trước Aang, mở rộng bối cảnh và lịch sử của thế giới Avatar.
Tính đến năm 2025, loạt sách bao gồm sáu tác phẩm:
- The Rise of Kyoshi (2019)
- The Shadow of Kyoshi (2020)
- Dawn of Yangchen (2022)
- The Legacy of Yangchen (2023)
- The Reckoning of Roku (2024)
- The Awakening of Roku (dự kiến 2025)

## Tổng quan

### Kyoshi
Hai cuốn đầu tiên tập trung vào Avatar Kyoshi, một trong những Avatar có tuổi thọ dài nhất và để lại nhiều ảnh hưởng sâu sắc. The Rise of Kyoshi kể về hành trình Kyoshi từ một cô gái nô bộc vô danh trở thành Avatar, khám phá nội tâm phức tạp, sự phát triển đạo đức, và những quyết định dẫn đến việc thành lập nhóm Chiến binh Kyoshi và tổ chức Hội Bạch Liên. The Shadow of Kyoshi tiếp tục câu chuyện khi Kyoshi đối mặt với những mối đe dọa về chính trị và tâm linh trong quá trình thiết lập trật tự thế giới.

### Yangchen
Hai cuốn tiếp theo xoay quanh Avatar Yangchen, thuộc Phong tộc, nổi tiếng vì sự khôn ngoan và tầm ảnh hưởng lâu dài. Dawn of Yangchen theo chân Yangchen trong những ngày đầu trên cương vị Avatar, khi cô đối mặt với tình trạng hỗn loạn chính trị và mạng lưới gián điệp phức tạp. The Legacy of Yangchen tiếp tục khám phá triết lý lãnh đạo của cô, cũng như mối quan hệ phức tạp với đồng minh và kẻ thù trong một thế giới phân cực.

### Roku
Hai cuốn sách sắp tới sẽ tập trung vào Avatar Roku, người tiền nhiệm trực tiếp của Aang. Dù chi tiết còn ít được tiết lộ, The Reckoning of Roku và The Awakening of Roku hứa hẹn khai thác sâu mối quan hệ của Roku với Hỏa quốc, tình bạn với Hỏa vương Sozin và sự bất lực của ông trong việc ngăn chặn Chiến tranh 100 năm.

## Ý nghĩa
Chronicles of the Avatar không chỉ mở rộng thế giới và truyền thuyết của dòng phim Avatar, mà còn cung cấp cái nhìn sâu sắc về tính cách, niềm tin và những thử thách mà các Avatar trước Aang phải đối mặt. Dòng sách góp phần định hình bức tranh toàn cảnh về chu kỳ Avatar và di sản của họ đối với thế giới.